# MECE-Regel
MECE (engl. für mutually exclusive and collectively exhaustive zu deutsch etwa sich gegenseitig ausschließend und insgesamt vollständig) steht als technischer Begriff für die Eigenschaft von Unterelementen bezogen auf ein Oberelement, dieses vollständig und überschneidungsfrei (disjunkt→ Mengenlehre) abzubilden bzw. auszumachen. Er beschreibt insofern eine Regel zur eindeutigen (und damit funktionalen) Erstellung logischer Bäume bei der strukturierten Problemlösung. Kriterien müssen dementsprechend eindeutig zugeordnet werden können bzw. zugeordnet sein. Das heißt, es darf weder Doppelzuordnungen geben, noch Merkmale, die in keine der Kategorien passen.

## Beispiele
Kategorisierte man eine Gruppe von Personen nach ihren Geburtstagen, so wäre dies, unter der Prämisse, dass alle Geburtsdaten bekannt sind, ein Beispiel für eine Kategorisierung, die der MECE-Regel genügt, da jeder Mensch einen (und nur einen) Geburtstag hat. Eine Kategorisierung nach dem Kriterium der Nationalität wäre jedoch nicht MECE-regelkonform, da es Menschen gibt, die über keine oder auch mehrere Staatsbürgerschaften verfügen.

## Einsatzbereiche
Die MECE-Regel ist ein grundlegender Ansatz der Entscheidungsfindung und wird universell verwendet.
Sie wird bei der Problemstrukturierung derzeit von vielen Managementberatungen eingesetzt.

## Kritik
Kritiker der MECE-Regel erwähnen, dass die Regel in sich selbst nicht konform ist. Als Sammlung von Gruppierungsregeln kann die Disjunktheit zwar gewährleistet werden, jedoch sei eine gleichzeitige Erschöpfung quasi ausgeschlossen, da z. B. vertikale und horizontale Parallelen nicht abgebildet werden können.